# Pan-Amerikaanse Spelen 1991
De elfde Pan-Amerikaanse Spelen werden gehouden in 1991 in Havana, Cuba.
De mascotte was Tocopan. 

## Medaillespiegel
| Medaillespiegel Pan-Amerikaanse Spelen 1991 | Medaillespiegel Pan-Amerikaanse Spelen 1991 | Medaillespiegel Pan-Amerikaanse Spelen 1991 | Medaillespiegel Pan-Amerikaanse Spelen 1991 | Medaillespiegel Pan-Amerikaanse Spelen 1991 | Medaillespiegel Pan-Amerikaanse Spelen 1991 |
| ------------------------------------------- | ------------------------------------------- | ------------------------------------------- | ------------------------------------------- | ------------------------------------------- | ------------------------------------------- |
| Plaats                                      | Land                                        | Goud                                        | Zilver                                      | Brons                                       | Totaal                                      |
| 1                                           | Cuba                                        | 140                                         | 62                                          | 63                                          | 265                                         |
| 2                                           | Verenigde Staten                            | 130                                         | 125                                         | 97                                          | 352                                         |
| 3                                           | Canada                                      | 22                                          | 46                                          | 59                                          | 127                                         |
| 4                                           | Brazilië                                    | 21                                          | 21                                          | 37                                          | 79                                          |
| 5                                           | Mexico                                      | 14                                          | 23                                          | 38                                          | 75                                          |
| 6                                           | Argentinië                                  | 11                                          | 15                                          | 29                                          | 55                                          |
| 7                                           | Colombia                                    | 5                                           | 15                                          | 21                                          | 41                                          |
| 8                                           | Venezuela                                   | 4                                           | 14                                          | 20                                          | 38                                          |
| 9                                           | Puerto Rico                                 | 3                                           | 13                                          | 11                                          | 27                                          |
| 10                                          | Chili                                       | 2                                           | 1                                           | 7                                           | 10                                          |
| 11                                          | Jamaica                                     | 2                                           | 1                                           | 5                                           | 8                                           |
| 12                                          | Suriname                                    | 1                                           | 2                                           | 1                                           | 4                                           |
| 13                                          | Trinidad en Tobago                          | 1                                           | 1                                           | 0                                           | 2                                           |
| 14                                          | Costa Rica                                  | 1                                           | 0                                           | 1                                           | 2                                           |
| 15                                          | Dominicaanse Republiek                      | 0                                           | 5                                           | 4                                           | 9                                           |
| 16                                          | Guatemala                                   | 0                                           | 1                                           | 5                                           | 6                                           |
| 17                                          | Nicaragua                                   | 0                                           | 1                                           | 2                                           | 3                                           |
| 18                                          | Ecuador                                     | 0                                           | 1                                           | 1                                           | 2                                           |
| 18                                          | Bahama's                                    | 0                                           | 1                                           | 1                                           | 2                                           |
| 20                                          | Uruguay                                     | 0                                           | 1                                           | 0                                           | 1                                           |
| 20                                          | Panama                                      | 0                                           | 1                                           | 0                                           | 1                                           |
| 20                                          | Bolivia                                     | 0                                           | 1                                           | 0                                           | 1                                           |
| 23                                          | Peru                                        | 0                                           | 0                                           | 3                                           | 3                                           |
| 24                                          | Amerikaanse Maagdeneilanden                 | 0                                           | 0                                           | 2                                           | 2                                           |
| 24                                          | Guyana                                      | 0                                           | 0                                           | 2                                           | 2                                           |
| 26                                          | Haïti                                       | 0                                           | 0                                           | 1                                           | 1                                           |
| Totaal                                      | Totaal                                      | 357                                         | 351                                         | 410                                         | 1118                                        |

1951 ·
1955 ·
1959 ·
1963 ·
1967 ·
1971 ·
1975 ·
1979 ·
1983 ·
1987 ·
1991 ·
1995 ·
1999 ·
2003 ·
2007 ·
2011 ·
2015 ·
2019 ·
2023 ·
2027